# Lenda de Martim Regos
A Lenda de Martim Regos é um romance de Pedro Canais publicado em 2004 (ISBN 9789895550791).

## Resumo da obra
Martim Regos nasce no Ribatejo em 1453, mas foge para a Granada muçulmana e converte-se ao islão ainda durante a adolescência. Aí inicia uma série de viagens, ora como mouro, ora como cristão. A vida leva-o às mais extraordinárias situações e vive o espanto de quem vê quase tudo pela primeira vez. Viaja pela África negra, pela América recém-descoberta, pelo Médio Oriente, pela Índia e até pela China.
É fugitivo, explorador, comerciante, agente secreto ao serviço de D. João II e é o aventureiro incansável que só a época dos descobrimentos portugueses poderia ter criado.
Mas este relato é também uma extraordinária história de amor que atravessa uma vida inteira. Em tudo Martim Regos vê uma procura incessante de vida, diante de um mundo que vai sendo cada vez mais amplo e mais surpreendente.
Esta é a história do misterioso português que terá inspirado a Utopia de Thomas More.